# Golubac
Golubac (serbisch-kyrillisch Голубац) ist eine kleine Hafen- und Festungsstadt an der Donau im nordöstlichen Teil des serbischen Bezirks Braničevo an der Grenze zu Rumänien.
Die Stadt liegt südöstlich der Stadt Veliko Gradište und nördlich von Kučevo, die ebenfalls dem Bezirk Braničevo angehören.

## Lage und Geografie
Die Donau bildet auf einer Länge von 52 km die nördliche Grenze der Stadt zu Rumänien. Entlang des Flusses verläuft eine Fernstraße, die Golubac mit anderen Städten der Region wie Požarevac und Veliko Gradište verbindet. Golubac liegt 130 Kilometer von Belgrad entfernt. Die Gesamtfläche der Stadtgemeinde beträgt 376 km². 
Der Nationalpark Đerdap, einer der bedeutendsten in Südosteuropa, beginnt bei Golubac und endet bei Tekija in der Nähe des Staudamms und Wasserkraftwerks Đerdap 1.

## Einwohner
Die Donaustadt hat samt den 25 Dörfern in ihrer Umgebung etwa 12.500 Einwohner (Stand 2011). Die Bevölkerungsdichte ist im Vergleich zu anderen Regionen in Serbien relativ gering und beträgt lediglich 34 Einwohner/km². Die ethnische Zusammensetzung umfasst mehr als 90 Prozent Serben, rund 5 Prozent Walachen und weitere Völker, jeweils unter ein Prozent (Montenegriner, Jugoslawen, Ungarn, Rumänen, Makedonier, Russen, Tschechen, Slowenen, Bulgaren). Die Arbeitslosenquote in Golubac liegt bei etwa 46 Prozent. Ein Grund für die im Vergleich zur jüngeren Geschichte geringe Einwohnerzahl in dieser Region ist die Abwanderung in nahegelegene Städte wie Požarevac oder Veliko Gradište, wo es höhere Chancen auf Arbeit gibt.
| Jahr      | 1948  | 1953  | 1961  | 1971  | 1981  | 2002  |
| --------- | ----- | ----- | ----- | ----- | ----- | ----- |
| Einwohner | 1.373 | 1.743 | 1.779 | 1.924 | 1.995 | 1.909 |

## Geschichte

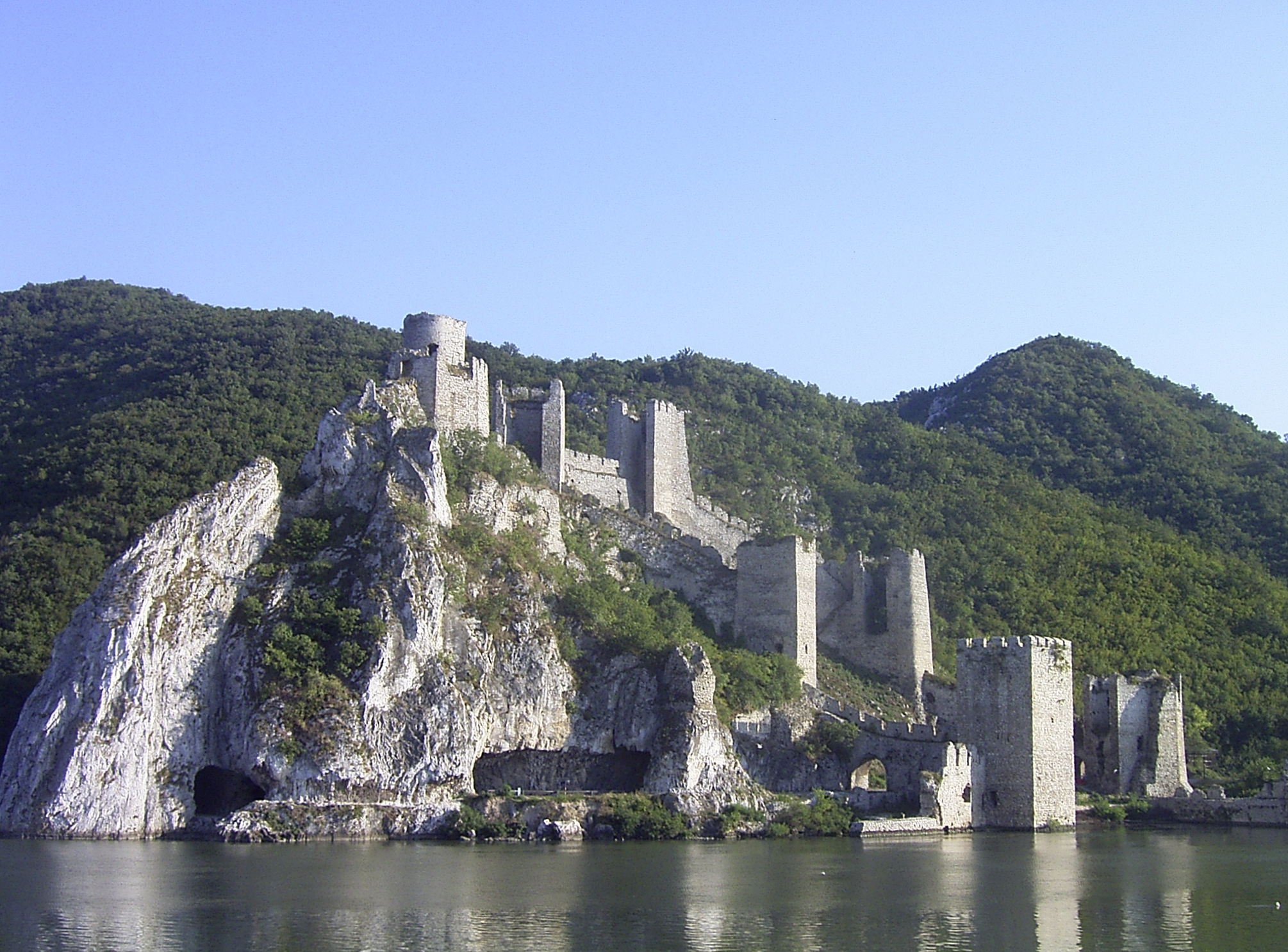
Burg Golubac an der Donau

Die Stadt und Festung wurden wahrscheinlich im 13. Jahrhundert von Ungarn am rechten Donauufer gegründet. Der Name leitet sich ab von golub, die Taube. Sinngemäß bedeutet Golubac etwa Taubenstadt oder Taubenburg. Eine andere Quelle besagt, dass Golubac bereits von den Römern im 1. Jahrhundert v. Chr. hier gegründet wurde.
Golubac wurde erstmals im Jahr 1335 in einer ungarischen Urkunde erwähnt. Der Ort mit Festung war zu dieser Zeit zwischen Ungarn und Serbien umkämpft. Er war nach Belgrad die wichtigste Festung an der unteren Donau und von entsprechender strategischer Bedeutung. In der Folge wechselte sie häufig ihre Besitzer, wurde dabei teilweise zerstört und wieder aufgebaut. Während der Schlacht auf dem Amselfeld (1389) war Golubac in serbischem Besitz. Nach der Schlacht besetzten die Osmanen erstmals Golubac. Dann eroberte Ungarn Stadt und Festung zurück. Im Jahr 1403 bekam der serbische Fürst Stefan Lazarević Golubac als Lehen von Ungarn. Nach dessen Ableben sollte Golubac an Ungarn zurückgegeben werden. Jedoch übergab ein Woiwode Jeremija die Stadt 1427 an die Osmanen. 1444, mit der Erneuerung des serbischen Staates (die Osmanen besetzten Serbien erstmals 1439), war Golubac im serbischen Besitz, um 1456 wieder an die Osmanen zu fallen. Ungarn eroberte Golubac 1481 für kurze Zeit, und die Habsburger hielten es von 1688 bis 1690 und von 1718 bis 1739. Danach herrschten wieder die Osmanen über Golubac, bis 1867, als sie es samt der Belgrader Festung Kalemegdan an das damalige Fürstentum Serbien übergaben. Die Festung zählt zu den am besten erhaltenen in ganz Serbien.
Seit dieser Zeit gehört Golubac zu Serbien, das zwischen 1945 und 2006 ein Teil des Staates Jugoslawien war.

## Sehenswürdigkeiten
Die Festung Golubac besteht aus einer Unter- und einer Oberburg. Die Reste einer orthodoxen Kirche in der Oberburg zeugen von der Präsenz eines serbischen Burgherrn, von dem aber nichts näher bekannt ist. Die gut erhaltenen Festungsbauwerke sind eine Attraktion für Touristen, auch auf den vorüberfahrenden Kreuzfahrtschiffen. Einige Bauten stehen direkt im Wasser, weil der Wasserspiegel durch die Aufstauung um mehrere Meter gestiegen ist.